# 洋中镇 (宁德市)
洋中镇，是中华人民共和国福建省宁德市蕉城区下辖的一个乡镇级行政单位。

## 行政区划
洋中镇下辖以下地区：
坎下村、宝岩村、北洋村、藤村、陈洞村、陈洋村、东山村、方家山村、凤田村、际头洋村、井坪村、九道村、利洋村、林坂村、莲下村、留田村、嵋屿村、南坪村、前路村、芹屿村、清潭村、山阜村、上坎村、天湖村、田地村、梧洋村、溪富村、溪源村、洋中村、邑保村、章后村、钟洋村和莒溪村。